# Léo le dernier
Pour plus de détails, voir Fiche technique et Distribution.
Léo le dernier (Leo the Last) est un film britannique de John Boorman, sorti en 1970. Il s'agit de l'adaptation cinématographique d'une pièce de théâtre de George Tabori.

## Synopsis
En observant des oiseaux avec une longue vue, Leo, un riche héritier londonien découvre un quartier pauvre peuplé de noirs. Il décide de les aider, et en particulier Salambo Mardi, une jeune prostituée.

## Fiche technique
Sauf indication contraire, les informations mentionnées dans cette section peuvent être confirmées par la base de données cinématographiques IMDb,  présente dans la section « Liens externes ».
- Titre original : Leo the Last
- Titre français : Léo le dernier
- Réalisation : John Boorman
- Scénario : William Stair et John Boorman, d'après une pièce de théâtre de George Tabori
- Direction artistique : [directeur artistique]
- Décors : Tony Woollard
- Costumes : Joanne Woollard
- Photographie : Peter Suschitzky
- Montage : Tom Priestley
- Musique : Fred Myrow
- Production : Robert Chartoff et Irwin Winkler
- Sociétés de production : Caribury Films Ltd. et Chartoff/Winkler/Boorman
- Sociétés de distribution : United Artists (États-Unis)
- Budget : 400,000 £[1]
- Pays d'origine :  Royaume-Uni
- Langue originale : anglais
- Format : couleur (DeLuxe) - 1.85:1 - 35 mm - son monophonique
- Genre : drame
- Durée : 104 minutes
- Dates de sortie[2] :
  -  Royaume-Uni : mars 1970
  -  France : mai 1970 (festival de Cannes)

## Distribution
- Marcello Mastroianni (VF : Roland Menard) : Leo
- Billie Whitelaw : Margaret
- Vladek Sheybal : Laszlo
- Keefe West : Jasper, le proxénète
- Glenna Forster Jones : Salambo Mardi
- Gwen Ffrangcon-Davies – Hilda
- Graham Crowden : Max
- Calvin Lockhart : Roscoe
- Brinsley Forde : Bip
- Liz Smith : une locataire (non créditée)

## Production
Après deux longs métrages américains (Le Point de non-retour et Duel dans le Pacifique), John Boorman retourne en Angleterre et tourne un film dont il a écrit le scénario. Le scénario s'inspire d'une pièce de théâtre de George Tabori.
Le tournage a lieu principalement en décors réels, dans une rue de Notting Hill à Londres. Cet ancien quartier résidentiel était promis à la démolition. Les producteurs du film obtiennent l'autorisation d'y tourner en échange d'y construire un terrain de jeu pour enfants. Quelques scènes sont par ailleurs tournées en studios : à Londres (Cine Tele Sound Studios), à Denham dans le Buckinghamshire (Anvil Studios) et en Irlande (Studios Ardmore).

## Distinctions
- Festival de Cannes 1970 : prix de la mise en scène pour John Boorman